# Commission wallonne pour l'énergie
La Commission wallonne pour l'Énergie (en abrégé CWaPE) est l'organisme officiel de régulation du marché du gaz et de l'électricité en Région wallonne. 
La CWaPE veille au respect des « obligations de service public », dont une série de mesures sociales qui protègent les consommateurs en difficulté (tel que le tarif social). La mission de la CWaPE se divise en deux volets. Elle joue un rôle de conseil auprès des autorités publiques et elle surveille et contrôle le marché du gaz et de l'électricité. Pour cela, elle est active dans l'organisation et le fonctionnement des marchés régionaux et applique les décrets et arrêtés d'exécution y relatifs.

## Comité de direction[5]
La CWaPE est composée d'une présidence et de trois directions.
- Présidence : Stéphane Renier
- Direction Technique "Gaz et Electricité" : Thierry COLLADO
- Direction socio-économique et tarifaire : Martial PARDOEN
- Direction des Services aux consommateurs et des Services juridiques : Liana COZIGOU